# Forcipomyia notata
Forcipomyia notata är en tvåvingeart som beskrevs av John William Scott Macfie 1939. Forcipomyia notata ingår i släktet Forcipomyia och familjen svidknott.
Artens utbredningsområde är Uganda. Inga underarter finns listade i Catalogue of Life.